# Aufstellung der britischen Expeditionsstreitkräfte im August 1914

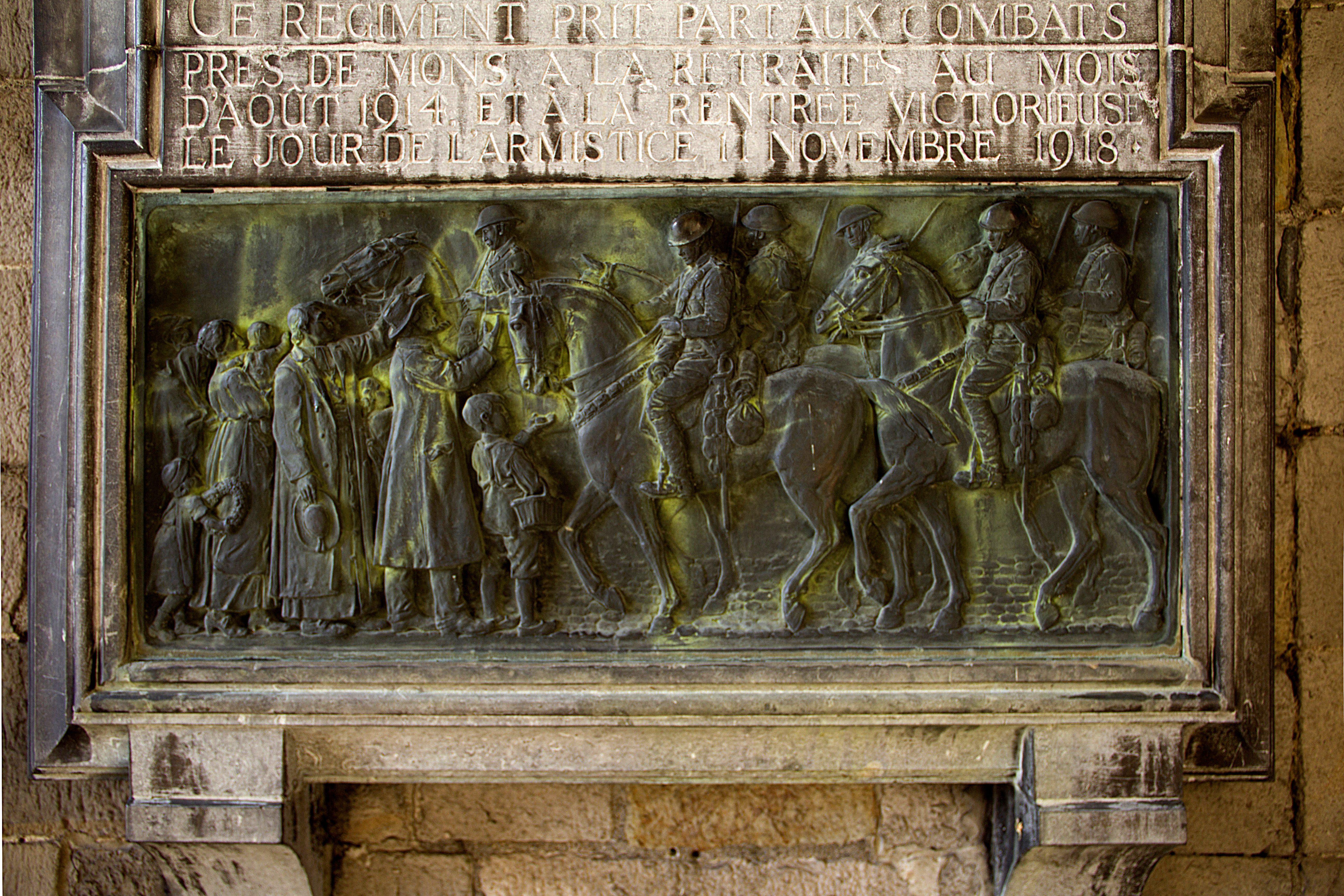
Erinnerungsplakette in Mons zur Ankunft der britischen Expeditionsstreitkräfte im August und November 1914

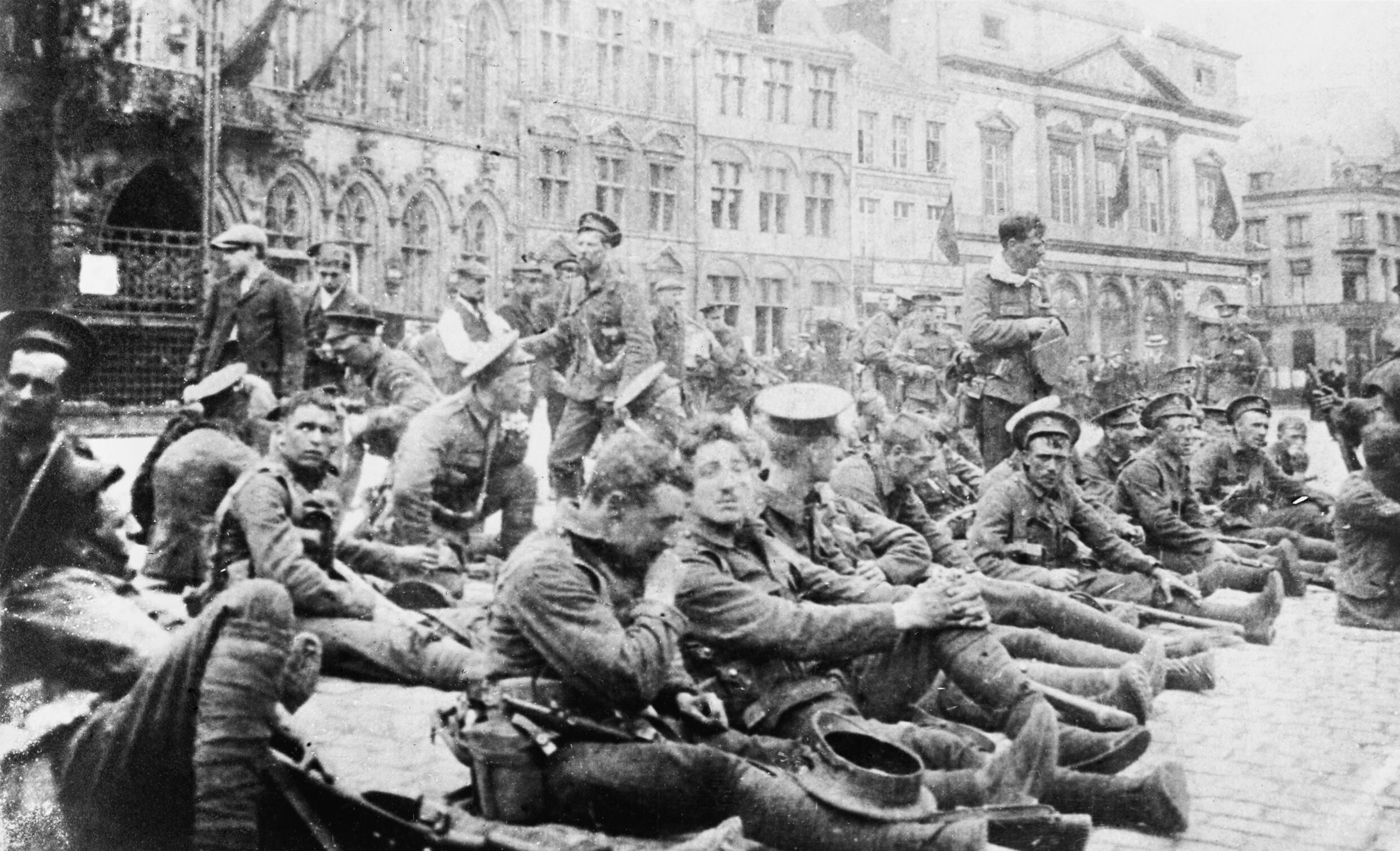
Soldaten des 4th/Royal Fusiliers, 9th Brigade nach der Schlacht bei Mons am 22. August 1914

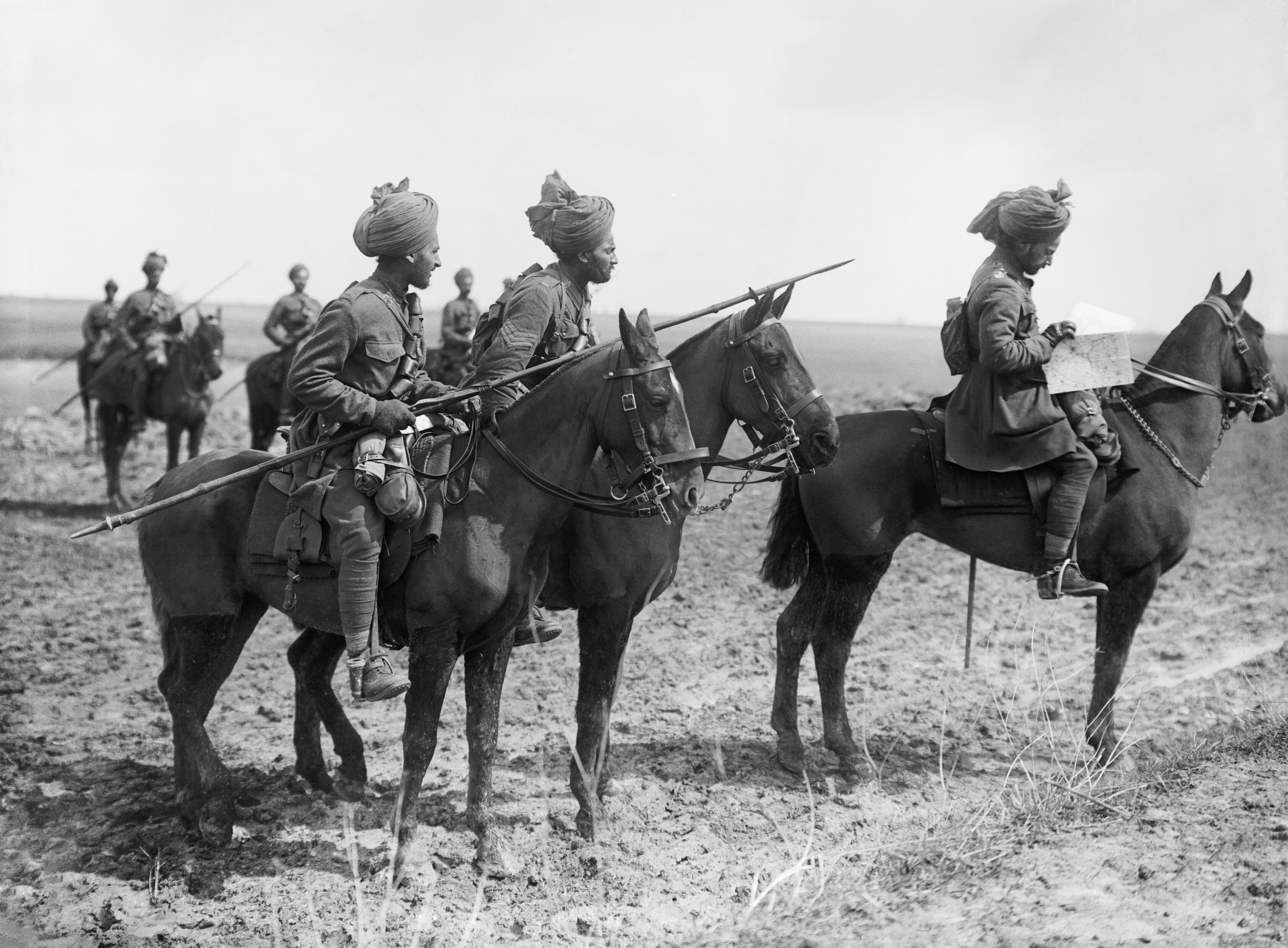
Aufklärer des 9th Hodsons Horse im April 1917

Die Aufstellung der britischen  Expeditionsstreitkräfte im August 1914 (British Expeditionary Force) zeigt die Zusammensetzung der ersten Streitmacht, die nach dem Beginn des Ersten Weltkriegs nach Frankreich und Belgien entsandt wurde. Sie beinhaltet alle Kampfverbände und Kampfunterstützungsverbände.

## Truppenstärke
Zusammen wurden sechs Infanteriedivisionen und eine Kavalleriedivision abgestellt, die aus 71 Infanteriebataillonen und 14 Kavallerieregimentern bestanden. Zusammen mit den Unterstützungstruppen handelte es sich um etwa 70.000 Mann. Bei Kriegsbeginn gab es in Großbritannien keine permanenten Kavalleriedivisionen. Im Zuge der Mobilmachung wurden die ersten vier Kavalleriebrigaden zu einer Division zusammengefasst, eine fünfte Brigade (Nr. 5) blieb selbstständig.
Zum Zeitpunkt der Mobilmachung befürchteten die Briten eine mögliche deutsche Landung an der Ostküste Englands. Sie beschlossen daher, zwei Divisionen für die Verteidigung der Insel zurückzuhalten, weswegen sie Anfang August 1914 zunächst nur vier Infanteriedivisionen und eine Kavalleriedivision nach Frankreich schickten. Eine fünfte Infanteriedivision wurde Ende August und eine sechste Anfang September nachbeordert.

## Auflistung
- Oberkommandierender Field Marshal Sir John French

– Generalstab –
Lieutenant-General Sir Archibald Murray (Chef des Stabes),
Major-General Henry Hughes Wilson (stellvertretender Chef des Stabes),
Major-General Sir Nevil Macready (Generaladjutant),
Major-General Edward Ritchie Coryton Graham (stellvertretender Generaladjutant),
Major-General Sir William Robertson (Generalquartiermeister),
Major-General Walter Fullarton Lodovic Lindsay (Kommandant, Royal Artillery),
Brigadier-General George Henry Fowke (Kommandant, Royal Engineers),
Colonel George Montague Harper (GSO 1 [Operations]),
Colonel George Macdonogh (GSO 1 [Intelligence]),
Colonel Alfred Cavendish (assistierender Generaladjutant),
Colonel Charles Tyrwhitt Dawkins (assistierender Generalquartiermeister).

### 1st Cavalry Division
Major-General Edmund Allenby
- 1st Cavalry Brigade (1. Kavalleriebrigade) – Brigadier-General Charles James Briggs

1st Signal Troop
2nd Dragoon Guards (Queen’s Bays)
5th Dragoon Guards (Princess Charlotte of Wales’s)
11th Hussars (Prince Albert’s Own)
- 2nd Cavalry Brigade – Brigadier-General Henry de Beauvoir De Lisle

2nd Signal Troop
4th Royal Irish Dragoon Guards
9th Queen’s Royal Lancers
18th Hussars (Queen Mary’s Own)
- 3rd Cavalry Brigade – Brigadier-General Hubert Gough, dann Brigadier-General John Vaughan

3rd Signal Troop
4th Queen’s Own Hussars
5th Royal Irish Lancers
16th Queen’s Lancers
- 4th Cavalry Brigade – Brigadier-General Hon. C. E. Bingham

4th Signal Troop
Household Cavalry Composite Regiment
Carabiniers (6th Dragoon Guards)
3rd The King’s Own Hussars
- Divisionstruppenteile

III Brigade, Royal Horse Artillery
D Battery, Royal Horse Artillery / E Battery, Royal Horse Artillery
VII Brigade Royal Horse Artillery
I Battery, Royal Horse Artillery / L Battery, Royal Horse Artillery
1st Engineers Field Squadron (Royal Engineers)
1st Signal Squadron
1st Division Supply Column
- 5th Cavalry Brigade – Brigadier-General Sir Philip Chetwode

Royal Scots Greys (2nd Dragoons)
12th Royal Lancers (Prince of Wales’s)
20th Hussars
J Battery, Royal Horse Artillery

### I Corps
Lieutenant-General Sir Douglas Haig

#### 1st Division
Major-General Samuel Lomax
- 1st Guards Brigade – Brigadier-General Ivor Maxse

1st Battalion, Coldstream Guards
1st Battalion, Scots Guards
1st Battalion, Royal Highlanders
2nd Battalion, Royal Munster Fusiliers
- 2nd Infantry Brigade – Brigadier-General Edward Bulfin

2nd Battalion, Royal Sussex Regiment
1st Battalion, Loyal North Lancashire Regiment
1st Battalion, Northamptonshire Regiment
2nd Battalion, King’s Royal Rifle Corps
- 3rd Infantry Brigade – Brigadier-General Herman James Shelley Landon

1st Battalion, The Queen’s (Royal West Surrey Regiment)
1st Battalion, South Wales Borderers
1st Battalion, Gloucestershire Regiment
2nd Battalion, Welch Regiment
- Divisionstruppenteile

A Squadron, 15th Hussars (The King’s)
1st Cyclist Company
1st Division Ammo Column
1st Division Signal Company
1st Division Train
1st, 2nd, 3rd Field Hospital
23rd Field Company, RE / 26th Field Company, RE (Royal Engineers)
XXV Brigade, Royal Field Artillery
113th Battery, RFA / 114th Battery, RFA / 115th Battery, RFA
XXVI Brigade, Royal Field Artillery
116th Battery, RFA / 117th Battery, RFA / 118th Battery, RFA
XXXIX Brigade, Royal Field Artillery
46th Battery, RFA / 51st Battery, RFA / 54th Battery, RFA
XLIII (Howitzer) Brigade, Royal Field Artillery
30th (Howitzer) Battery, RFA / 40th (Howitzer) Battery, RFA / 57th (Howitzer) Battery, RFA / 26th Heavy Battery, RGA

#### 2nd Division
Major-General Charles Monro
- 4th Guards Brigade – Brigadier-General Robert Scott-Kerr

2nd Battalion, Grenadier Guards
2nd Battalion, Coldstream Guards
3rd Battalion, Coldstream Guards
1st Battalion, Irish Guards
- 5th Infantry Brigade – Brigadier-General R. C. B. Haking

2nd Battalion, Worcestershire Regiment
2nd Battalion, Oxfordshire and Buckinghamshire Light Infantry
2nd Battalion, Highland Light Infantry
2nd Battalion, Connaught Rangers
- 6th Infantry Brigade – Brigadier-General  R. H. Davies (New Zealand Staff Corps)

1st Battalion, King’s Regiment (Liverpool)
2nd Battalion, South Staffordshire Regiment
1st Battalion, Princess Charlotte of Wales’s (Royal Berkshire Regiment)
1st Battalion, King’s Royal Rifle Corps
- Divisionstruppenteile

B Squadron, 15th (The King’s) Hussars
2nd Cyclist Company
2nd Division Ammo Column
2nd Division Signal Company
2nd Division Train
4th, 5th, 6th, Field Hospital
5th Field Company, RE / 11th Field Company, RE (Royal Engineers)
XXXIV Brigade, Royal Field Artillery
22nd Battery, RFA / 50th Battery, RFA / 70th Battery, RFA
XXXVI Brigade, Royal Field Artillery
15th Battery, RFA / 48th Battery, RFA / 71st Battery, RFA
XXXXI Brigade, Royal Field Artillery
9th Battery, RFA / 16th Battery, RFA / 17th Battery, RFA
XXXXIV (Howitzer) Brigade, Royal Field Artillery
47th (Howitzer) Battery, RFA / 56th (Howitzer) Battery, RFA / 60th (Howitzer) Battery, RFA / 35th Heavy Battery, RGA

### II Corps
Lieutenant-General Sir James Grierson

#### 3rd Division
Major-General Hubert Ion Wetherall Hamilton
- 7th Infantry Brigade – Brigadier-General Frederick McCracken

3rd Battalion, Worcestershire Regiment
2nd Battalion, Prince of Wales’s Volunteers (South Lancashire Regiment)
1st Battalion, Duke of Edinburgh’s (Wiltshire Regiment)
2nd Battalion, Royal Irish Rifles
- 8th Infantry Brigade – Brigadier-General Beauchamp Doran

2nd Battalion, The Royal Scots (Lothian Regiment)
2nd Battalion, Royal Irish Regiment
4th Battalion, Duke of Cambridge’s Own (Middlesex Regiment)
1st Battalion, Gordon Highlanders
- 9th Infantry Brigade – Brigadier-General Frederick Charles Shaw

1st Battalion, Northumberland Fusiliers
4th Battalion, The Royal Fusiliers (City of London Regiment)
1st Battalion, Lincolnshire Regiment
1st Battalion, Royal Scots Fusiliers
- Divisionstruppenteile

C Squadron, 15th (The King’s) Hussars
3rd Cyclist Company
3rd Division Ammo Column
3rd Division Signal Company
3rd Division Train
7th, 8th, 9th Field Hospital
56th Field Company, RE / 57th Field Company, RE (Royal Engineers)
XXIII Brigade, Royal Field Artillery
107th Battery, RFA / 108th Battery, RFA / 109th Battery, RFA
XXXX Brigade, Royal Field Artillery
6th Battery, RFA / 23rd Battery, RFA / 45th Battery, RFA
XXXXII Brigade, Royal Field Artillery
29th Battery, RFA / 41st Battery, RFA / 45th Battery, RFA
XXX (Howitzer) Brigade, Royal Field Artillery
128th (Howitzer) Battery, RFA / 129th (Howitzer) Battery, RFA / 130th (Howitzer) Battery, RFA / 48th Heavy Battery, RGA

#### 5th Division
Major-General Sir Charles Fergusson
- 13th Infantry Brigade – Brigadier-General Gerald Cuthbert

2nd Battalion, King’s Own Scottish Borderers
2nd Battalion, Duke of Wellington’s Regiment (West Riding)
1st Battalion, Queen’s Own (Royal West Kent Regiment)
2nd Battalion, King’s Own (Yorkshire Light Infantry)
- 14th Infantry Brigade – Brigadier-General Stuart Peter Rolt

2nd Battalion, Suffolk Regiment
1st Battalion, East Surrey Regiment
1st Battalion, Duke of Cornwall’s Light Infantry
2nd Battalion, Manchester Regiment
- 15th Infantry Brigade – Brigadier-General A. E. W. Count Gleichen

1st Battalion, Norfolk Regiment
1st Battalion, Bedfordshire Regiment
1st Battalion, Cheshire Regiment
1st Battalion, Dorsetshire Regiment
- Divisionstruppenteile

A Squadron, 19th Royal Hussars (Queen Alexandra’s Own)
5th Cyclist Company
5th Division Ammo Column
5th Division Signal Company
5th Division Train
13th, 14th, 15th Field Hospital
59th Field Company, RE / 17th Field Company, RE (Royal Engineers)
XV Brigade, Royal Field Artillery
11th Battery, RFA / 52nd Battery, RFA / 80th Battery, RFA
XXVII Brigade, Royal Field Artillery
119th Battery, RFA / 120th Battery, RFA / 121st Battery, RFA
XXVIII Brigade, Royal Field Artillery
122nd Battery, RFA / 123rd Battery, RFA / 124th Battery, RFA
VIII (Howitzer) Brigade, Royal Field Artillery
37th (Howitzer) Battery, RFA / 61st (Howitzer) Battery, RFA / 65th (Howitzer) Battery, RFA / 108th Heavy Battery, RGA

### III Corps
Major-General William Pulteney

#### 4th Division
Major-General Thomas D’Oyly Snow
- 10th Infantry Brigade – Brigadier-General Aylmer Haldane

1st Battalion, Royal Warwickshire Regiment
2nd Battalion, Seaforth Highlanders (Ross-shire Buffs, The Duke of Albany’s)
1st Battalion, Princess Victoria’s (Royal Irish Fusiliers)
2nd Battalion, Royal Dublin Fusiliers
- 11th Infantry Brigade – Brigadier-General Aylmer Hunter-Weston

1st Battalion, Prince Albert’s (Somerset Light Infantry)
1st Battalion, East Lancashire Regiment
1st Battalion, Hampshire Regiment
1st Battalion, Rifle Brigade (Prince Consort’s Own)
- 12th Infantry Brigade – Brigadier-General H. F. M. Wilson

1st Battalion, King’s Own (Royal Lancaster Regiment)
2nd Battalion, Lancashire Fusiliers
2nd Battalion, Royal Inniskilling Fusiliers
2nd Battalion, Essex Regiment
- Divisionstruppenteile

B Squadron, 19th Royal Hussars (Queen Alexandra’s Own)
4th Cyclist Company
4th Division Ammo Column
4th Division Signal Company
4th Division Train
10th, 11th, 12th Field Hospital
7th Field Company, RE / 9th Field Company, RE (Royal Engineers)
XIV Brigade, Royal Field Artillery
39th Battery, RFA / 68th Battery, RFA / 88th Battery, RFA
XXIX Brigade, Royal Field Artillery
125th Battery, RFA / 126th Battery, RFA / 127th Battery, RFA
XXXII Brigade, Royal Field Artillery
27th Battery, RFA / 134th Battery, RFA / 135th Battery, RFA
XXXVII (Howitzer) Brigade, Royal Field Artillery
31st (Howitzer) Battery, RFA / 35th (Howitzer) Battery, RFA / 55th (Howitzer) Battery, RFA / 31st Heavy Battery, RGA

#### 6th Division
Major-General John Keir
- 16th Infantry Brigade – Brigadier-General Edward Ingouville-Williams

1st Battalion, The Buffs (Royal East Kent Regiment)
1st Battalion, Leicestershire Regiment
1st Battalion, The King’s (Shropshire Light Infantry)
2nd Battalion, York and Lancaster Regiment
- 17th Infantry Brigade – Brigadier-General Walter Robert Butler Doran

1st Battalion, Royal Fusiliers (City of London Regiment)
1st Battalion, Prince of Wales’s (North Staffordshire Regiment)
2nd Battalion, Prince of Wales’s Leinster Regiment (Royal Canadians)
3rd Battalion, Rifle Brigade (Prince Consort’s Own)
- 18th Infantry Brigade – Brigadier-General Walter Norris Congreve

1st Battalion, Prince of Wales’s Own (West Yorkshire Regiment)
1st Battalion, East Yorkshire Regiment
2nd Battalion, Sherwood Foresters (Nottinghamshire and Derbyshire Regiment)
2nd Battalion, Durham Light Infantry
- Divisionstruppenteile

C Squadron, 19th Royal Hussars (Queen Alexandra’s Own Royal)
6th Cyclist Company
6th Division Ammo Column
6th Division Signal Company
6th Division Train
16th, 17th, 18th Field Hospital
12th Field Company, RE / 38th Field Company, RE (Royal Engineers)
II Brigade, Royal Field Artillery
21st Battery, RFA / 42nd Battery, RFA / 53rd Battery, RFA
XXIV Brigade, Royal Field Artillery
110th Battery, RFA / 111th Battery, RFA / 112th Battery, RFA
XXXVIII Brigade, Royal Field Artillery
24th Battery, RFA / 34th Battery, RFA / 72nd Battery, RFA
XII (Howitzer) Brigade, Royal Field Artillery
43rd (Howitzer) Battery, RFA / 86th (Howitzer) Battery, RFA / 87th (Howitzer) Battery, RFA / 24th Heavy Battery, RGA

## Der Armee direkt unterstellt

### Kavallerie
„North Irish Horse“ (Escadrons A, B, und C)

### Belagerungsartillerie
No. 1 Siege Battery
No. 2 Siege Battery
No. 3 Siege Battery
No. 4 Siege Battery
No. 5 Siege Battery
No. 6 Siege Battery

### Infanterie
1st Battalion „Queen’s Own Cameron Highlanders“

### Royal Flying Corps (Luftstreitkräfte)
- Kommandant: Brigadier-General Sir David Henderson – Chef des Stabes: Lieutenant-Colonel Frederick Sykes

No. 2 Squadron RFC, Major Charles Burke
No. 3 Squadron RFC, Major John Salmond
No. 4 Squadron RFC, Major G H Raleigh
No. 5 Squadron RFC, Major J F A Higgins
No. 6 Squadron RFC Major John Becke
1st Aircraft Park, Major A D Carden

### Einheiten zur Bewachung und Sicherung der Nachschublinien
1st Battalion  „Devonshire Regiment“
2nd Battalion Royal Welch Fusiliers
1st Battalion „Cameronians (Scottish Rifles)“
1st Battalion  „Middlesex Regiment (The Duke of Cambridge’s Own)“
2nd Battalion „Princess Louise's (Argyll and Sutherland Highlanders)“

### Sanität
12th und 20th Field Hospital

### GHQ Troops, (Royal Engineers)
Den General Headquarters Troops unterstanden die Pioniere der Armeegruppen. Sie setzten sich 1914 wie folgt zusammen:
- 1st Bridging Train, Royal Engineers – 1. Brückentrain
- 2nd Bridging Train, Royal Engineers – 2. Brückentrain
- 1st Siege Company, Royal Monmouthshire Militia, (Royal Engineers) – 1. Belagerungskompanie
- 4th Siege Company, Royal Monmouthshire Militia, (Royal Engineers) – 4. Belagerungskompanie
- 1st Siege Company, Royal Anglesey Militia, (Royal Engineers) – 1. Belagerungskompanie
- 2nd Siege Company, Royal Anglesey Militia, (Royal Engineers) – 2. Belagerungskompanie
- 1st Ranging Section, (Royal Engineers)
- Railway Transport Establishment – Eisenbahntransportabteilung

8th Railway Company, (Royal Engineers) – 8. Eisenbahnkompanie
10th Railway Company, (Royal Engineers) – 10. Eisenbahnkompanie
2nd Railway Company, Royal Monmouthshire Militia, (Royal Engineers)
3rd Railway Company, Royal Monmouthshire Militia, (Royal Engineers) – 3. Eisenbahnkompanie
3rd Railway Company, Royal Anglesey Militia, (Royal Engineers) – 3. Eisenbahnkompanie
- 29th General Headquarters Troops Company, (Royal Engineers) – 29. Hauptquartier-Truppenkompanie
- 20th Fortress Company, (Royal Engineers) – 20. Festungskompanie
- 25th Fortress Company, (Royal Engineers) – 25. Festungskompanie
- 31st Fortress Company, (Royal Engineers) – 31. Festungskompanie
- 42nd Fortress Company, (Royal Engineers) – 42. Festungskompanie
- 1st Printing Company, (Royal Engineers) – 1. Druckereikompanie

## Sollstärke der Verbände
Die Kavallerieregimenter bestanden aus vier Escadrons und verfügte über zwei Maschinengewehre. Ein Bataillon Infanterie bestand aus vier Kompanien und hatte ebenfalls zwei Maschinengewehre.
Eine Artilleriebatterie der „Royal Horse Artillery“ (berittene Artillerie) hatte sechs 13-Pfünder-Kanonen, eine Batterie der „Royal Field Artillery“ (Feldartillerie) hatte sechs 18-Pfünder-Kanonen und sechs 4,5-Pfünder-Haubitzen.
Eine schwere Batterie der „Royal Garrison Artillery“ (Fußartillerie) führte vier 60-Pfünder-Kanonen.
In jeder Batterie standen zwei Munitionswagen pro Geschütz zur Verfügung, zu jeder Artilleriebrigade gehörte eine Munitionskolonne.
Im September 1914 wurde jeder Division zur Abwehr von Luftschiffen ein Maxim-Nordenfelt-1-Pfünder-Schnellfeuergeschütz (37-mm-„Pom-Pom“) zugeteilt, das bei der Divisionsartillerie eingesetzt wurde.
Die Kavalleriedivision (ohne 5. Kavalleriebrigade) bestand aus 12 Regimentern zu je vier Escadrons. Sie hatte eine Personalstärke von 9269 Mann mit 9815 Pferden, 24 13-Pfünder-Kanonen und 24 Maschinengewehren.
Die Infanteriedivisionen bestanden aus je drei Brigaden zu je vier Bataillonen. Sie hatten eine Personalstärke von je 18.073 Mann mit 5592 Pferden, 76 Geschützen und 24 Maschinengewehren.

## Stärkeverhältnisse der britischen Armee
Die British Expeditionary Force stellte den Großteil der verfügbaren Streitkräfte dar, ein weiterer Teil befand sich in Übersee. Die Verteidigung des Heimatgebietes war an Freiwillige, Territorialkräfte und Reservisten übertragen worden. Die effektive Stärke der regulären Armee betrug im Juli 1914 125.000 Mann auf der britischen Insel, dazu kamen 5000 Mann in Indien und in Birma, sowie 33.000 Mann in den weiteren Kolonien. Die Reserven betrugen 145.000 Mann, davon 64.000 Mann in der Miliz. Die Territorialkräfte hatten eine Stärke von 272.000 Mann.

## Eingliederung der Indian Expeditionary Force A
Die „Indian Expeditionary Force A“ waren indische Truppenteile, die in das Expeditionskorps eingegliedert wurden. Sie kamen am 20. September 1914 in Marseille an. Es handelte sich dabei um vier Divisionen, zusammengefasst im Indischen Korps zu zwei Infanteriedivisionen und einem indischen Kavalleriekorps zu ebenfalls zwei Divisionen. Kommandant war James Willcocks. Die sogenannte Lahore-Division kämpfte in der Schlacht von La Bassée (10. Oktober bis 2. November 1914) an vorderster Front. Die „Force A“ wurde dann aufgelöst und die indische Infanterie im Oktober 1915 nach Ägypten geschickt. Der Verlust an Offizieren, an die diese Truppen gewöhnt war, auch weil sie die Sprache der Leute beherrschten, waren genauso schlimm für sie wie die Kälte des Winters. Die „Force A“ hatte keine Regimentsartillerie und keine moderne Ausrüstung. Nur die beiden Kavallerieabteilungen blieben in Frankreich und dienten zur Unterstützung der ebenfalls kleiner gewordenen britischen Truppen. Sie wurden im März 1918 aus der Westfront zurückgezogen und ebenfalls nach Ägypten versetzt.
Aus den fürstlichen Staaten des indischen Kaiserreichs kamen Truppen, die hauptsächlich aus Punjab, Rajasthan oder Sikh-Soldaten bestanden. Die Truppen der Indien-Armee wurden aus Freiwilligen gebildet, die insbesondere in den vom Britischen Imperium verwalteten Regionen rekrutiert wurden. „Force A“ bestand aus mehr als 130.000 Soldaten, die in Frankreich und Belgien im Einsatz waren, von denen 9000 nicht mehr zurückkehrten.